# Première guerre civile centrafricaine
Pour les articles homonymes, voir Guerre civile centrafricaine.
Batailles
- Bouca
- Gaga
- Bouar
- Massacre de Bouar
- Incendie de Camp Bangui
- 1er Massacre de Boali
- 2e Bangui
- Bossangoa
- Opération Sangaris
- Bozoum
- Massacre de Bohong
- Massacre de Bossembélé‎
- Massacre de Bossemptélé
- Massacre de Baoro
- 2e Massacre de Boali
- 1er Grimari
- 2e Grimari
- Boguila
- Batangafo

La première guerre civile centrafricaine oppose de 2004 à 2008 le gouvernement centrafricain à plusieurs groupes rebelles dits « politico-militaires » pour la plupart originaires du nord-est du pays et se plaignant de la marginalisation de certaines ethnies par l'État centrafricain. Cette guerre n'est elle-même qu'un épisode du cycle de rébellion déclenché par le coup d’État de François Bozizé en 2003 et dans lequel le pays est toujours plongé en 2019. Après deux accords restés sans suite, le conflit s'achèvera officiellement avec la signature de l'accord de paix global de Libreville au mois de juin 2008. Des troubles ont toutefois persisté avec plus ou moins d'intensité jusqu'au déclenchement de la deuxième guerre civile centrafricaine en 2012.

## Chronologie du conflit

### 2004: début de la guerre civile
Le conflit commence avec la formation d'une rébellion en 2004, l'Union des forces démocratiques pour le rassemblement (UFDR), dirigée par Michel Djotodia, contre François Bozizé, qui s'est emparé du pouvoir par un coup d'État un an plus tôt. 
L'UFDR est une coalition de plusieurs groupes rebelles : le Groupe d'action patriotique pour la libération de Centrafrique (GAPLC) de Michel Djotodia, le Mouvement des libérateurs centrafricains pour la justice (MLCJ) d'Abakar Sabone, et le Front démocratique centrafricain (FDC) de Justin Hassane.
Le déclenchement de cette guerre civile pourrait être lié au conflit au Darfour au Soudan voisin. Près de 10 000 personnes ont été déplacées en raison des violences, selon Human Rights Watch.
En novembre 2004, l'UFDR lance un raid rebelle sur la ville de Birao, principale ville dans le nord-est de la République centrafricaine, qui fait au moins 20 morts.

### 2006: l'offensive

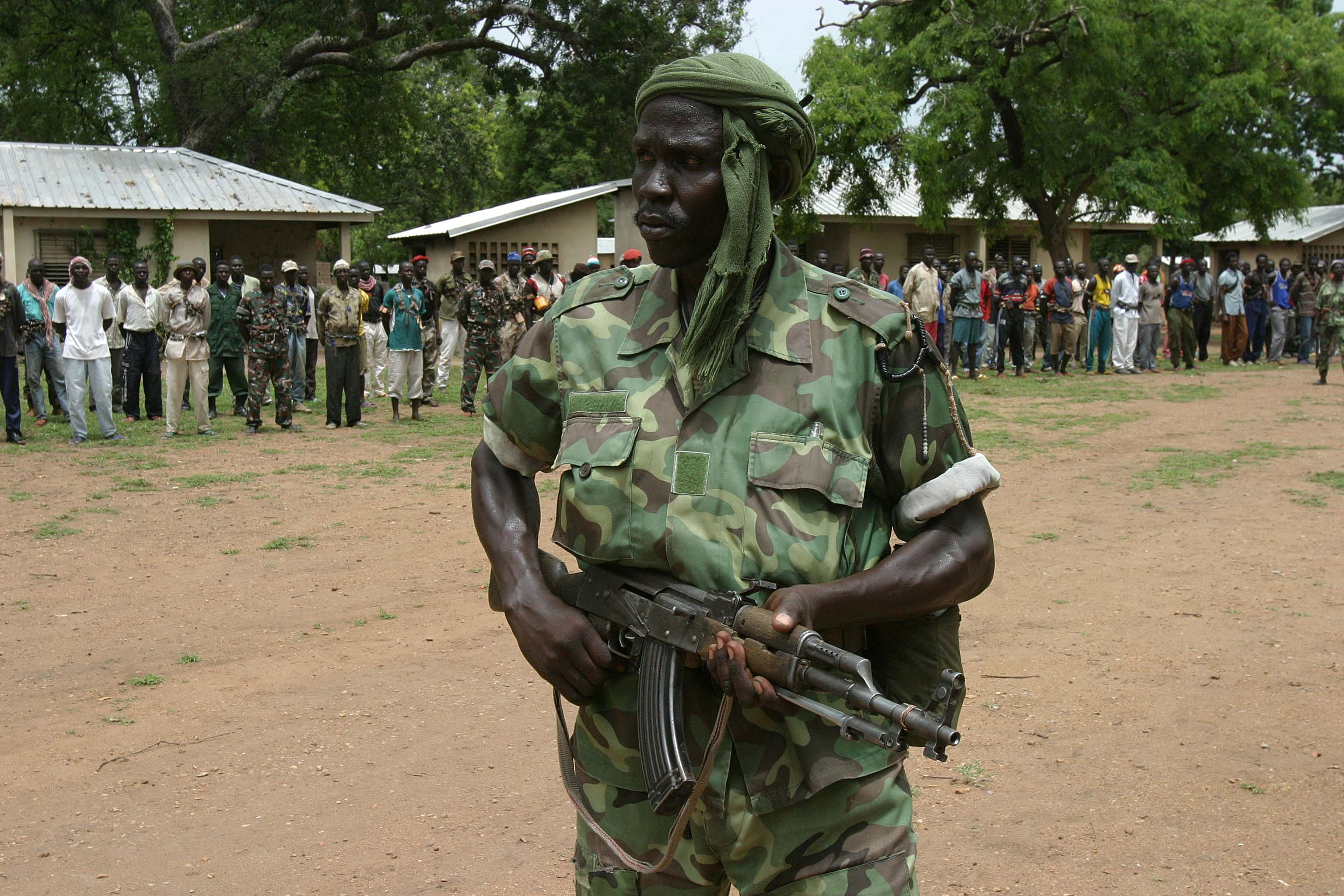
Rebelle armé d'un AK-47 chinois (Fusil Type 56) dans le nord de la Centrafrique, 15 juin 2007.

En juin 2006, des rebelles tchadiens attaquent la ville de Gordil, 71 rebelles et 5 soldats de la Centrafrique meurent.
Le 30 octobre, l'UFDR attaque et occupe pour la première fois Birao, chef-lieu de la préfecture du Vakaga. 
Des milliers de personnes manifestent dans la capitale de la RCA, Bangui, le 8 novembre, pour appeler les autorités à réagir contre l'UFDR qui a lancé une attaque qui a provoqué la mort de 20 membres des forces gouvernementales et de 3 rebelles. L'UFDR s'est emparé de plusieurs véhicules blindés, y compris un avion de transport du matériel militaire qui a atterri à Birao.
Le 13 novembre 2006, les rebelles de l'UFDR continuent de progresser et prennent le contrôle de Sam-Ouandja, une ville située dans le nord de la RCA. À peine trois jours plus tard, Ouadda, une ville de 20 000 habitants, est à son tour capturée par les rebelles. Entre 5 000 et 10 000 des habitants fuient vers les villes de Bambari et Bangui. L'UFDR envisagerait également de capturer Bria et, selon les rumeurs, lancer une offensive sur Ndélé.
L'intervention de la chasse française le 14 novembre 2006 à Birao stoppe l'avancée des rebelles. La ville est reprise les 27 et 28 novembre par les forces armées centrafricaines épaulées par l'armée française.
Des négociations entre les parties sont ouvertes sous l'égide sécuritaire de l'armée tchadienne tandis qu'une force africaine internationale mandatée par l'ONU est autorisée par la République centrafricaine à se déployer dans la ville. À la fin de 2006, l'armée française établit pour sa part une petite garnison d'une vingtaine d'hommes à Birao.
En décembre 2006, les troupes tchadiennes attaquent le village de Bémal, tirant au hasard sur la population locale et dérobant leur bétail ainsi qu'outils agricoles et des sacs d'arachides.

### 2007-2008: trois accords de paix successifs
Le 3 février en Libye, un premier accord de paix dit accord de Syrte est signé par le gouvernement avec un chef rebelle, Abdoulaye Miskine. Sa portée resta cependant très limitée car de nombreux chefs rebelles à l'instar de Michel Djotodia de l'UFDR affirmèrent par la suite ne pas concernés par cet accord, démentant tout lien avec Abdoulaye Miskine.
La ville de Birao et le contingent français qui y était stationné (13e demi-brigade de Légion étrangère) sont attaqués par l'UFDR les 3 et 4 mars 2007, déclenchant une riposte des avions de chasse Mirage F1 et l'envoi d'une centaine de soldats français stationnés au Gabon en renfort.
Le 13 avril 2007, un accord de paix dit accord de Birao est signé entre le gouvernement et l'UFDR dans la capitale de la Vakaga. Celui-ci prévoit une amnistie pour les combattants de l'UFDR, sa reconnaissance en tant que parti politique et l'intégration de ses combattants dans l'armée.
Des négociations complémentaires ont par ailleurs abouti à l'accord de Libreville en 2008 pour une réconciliation nationale, un gouvernement d'union nationale et la planification d'élections locales en 2009 ainsi que des élections parlementaires et présidentielles en 2010; le nouveau gouvernement sera formé en janvier 2009.

### Vers une reprise du conflit
Le 15 novembre 2010, Birao repasse sous le contrôle de l'armée centrafricaine mais est immédiatement reprise par les rebelles de la Convention des Patriotes pour la Justice et la Paix (CPJP). Le 1er décembre 2010, l'armée tchadienne réintervient une nouvelle fois pour reprendre la ville aux rebelles au nom du gouvernement centrafricain,.

## Reprise des combats en 2012-2013
La coalition rebelle de Séléka, formée par des membres de la Convention des patriotes pour le salut du Kodro (CPSK), de la Convention des Patriotes pour la Justice et la Paix (CPJP), de l’UFDR, et du Front démocratique du peuple centrafricain et dirigée par Michel Am Nondokro Djotodia, a repris les armes le 10 décembre 2012 et conquis un certain nombre de villes au nord, au centre et à l'est du pays (dont Bria, Bambari, Ouadda, Ndélé, Batangafo, et Kaga-Bandoro le 25 décembre,), afin selon ses porte-paroles « de faire respecter les accords de paix». Le 21 décembre des combats ont lieu à Kabo à l'est. Le 26, les rebelles sont à Damara, dernière ville clé avant Bangui.
Le 23 mars 2013, les rebelles de la coalition Seleka pénètrent dans Bangui et prennent le palais présidentiel, entraînant la fuite du président François Bozizé pour la République démocratique du Congo,. Michel Djotodia, chef de la rébellion, s'autoproclame président de la République. Ils prennent aussi possession de la cathédrale Notre-Dame de Bangui, un de leurs objectifs.